# Luigi di Borbone-Vendôme (1493-1557)
Luigi di Borbone-Vendôme (Fortezza di Ham, 2 gennaio 1493 – Palazzo Borbone (Parigi), 13 marzo 1557) è stato un cardinale e vescovo cattolico francese.
Era il terzo figlio di Francesco, III conte di Borbone-Vendôme e di Maria di Lussemburgo, contessa di Saint-Pol. Era nipote dei cardinali Filippo di Lussemburgo e  Carlo II di Borbone e fu prozio del cardinale ed arcivescovo di Rouen, Carlo II di Borbone-Vendôme.

## Biografia
Rimasto orfano di padre all'età di due anni, fu educato in gran parte presso il castello di La Fère, ove la madre si era trasferita dopo essere rimasta vedova.
Studiò presso il Collegio di Navarra e divenne dottore in teologia alla Sorbona, della quale doveva diventare provveditore durante il regno di Enrico II. Fu ordinato sacerdote presso l'Abbazia di Faremoutiers.
Il 24 aprile 1510 fu eletto vescovo di Laon con dispensa papale per non aver ancora raggiunto l'età minima. Fu consacrato solo sette anni dopo.
Nel concistoro del 1º luglio 1517 papa Leone X lo elevò al rango di cardinale con il titolo di cardinale presbitero di San Silvestro in Capite. Nel 1519 fu nominato amministratore apostolico della diocesi di Le Mans.
Nel 1529 fu nominato abate commendatario di Saint-Denis e nel 1535 lasciò la diocesi di Laon per la cattedra episcopale dell'arcidiocesi di Sens.
Egli fece ricostruire il castello di Anizy-le-Château e fece erigere Palazzo Borbone a Parigi.
Presenziò all'incoronazione della regina Claudia di Francia nell'Abbazia di Saint-Denis il 10 maggio 1517 e sottoscrisse il contratto di matrimonio fra il Delfino di Francia Francesco di Valois e Maria Stuarda.
Tenne a battesimo a Fontainebleau, il 2 febbraio 1542 il principe Francesco ed Enrico di Navarra; il 1º gennaio 1536 celebrò, nella Cattedrale di Notre-Dame di Parigi, il matrimonio fra Maddalena di Francia e Giacomo V di Scozia. Celebrò, nell'Abbazia di Saint-Denis, il 18 agosto 1530 i funerali di Luisa di Savoia ed il 23 maggio 1547 quelli del re Francesco I.
Incoronò, sempre a Saint.Denis, la regina Eleonora d'Asburgo, seconda moglie di Francesco I, il 5 marzo 1531 e Caterina de' Medici, moglie di Enrico II, il 10 giugno 1549.
Il 18 febbraio 1536 partecipò al consiglio di guerra che decise la ripresa delle ostilità contro Carlo V. Nel 1548 presiedette l'assemblea del clero a Melun; nel 1551 fu nominato da re Enrico II governatore della Piccardia e nel 1552 dell'Île-de-France.
Alla morte la sua salma fu inumata nel coro della Cattedrale di Notre-Dame a Laon.

## Conclavi
Non partecipò al conclave del 1521-1522 che elesse papa Adriano VI né a quello del 1523 che elesse papa Clemente VII, ma partecipò al conclave del 1534, che elesse papa Paolo III; non partecipò al conclave del 1549-1550 che elesse papa Giulio III e partecipò ai due conclave del 1555, che elessero papa Marcello II e poi papa Paolo IV.

## Genealogia episcopale e successione apostolica
La genealogia episcopale è:
- Cardinale Filippo di Lussemburgo
- Cardinale Luigi di Borbone-Vendôme

La successione apostolica è:
- Vescovo Giacomo Pallavicini (1524)

## Ascendenza
|                                       |                                    |                                       | Genitori                         |  |  | Nonni |  |  | Bisnonni                      |  |  | Trisnonni                           |  |
|                                       |                                    |                                       |                                  |  |  |       |  |  | 8. Luigi I di Borbone-Vendôme |  |  | 16. Giovanni I di Borbone-La Marche |  |
|                                       |                                    |                                       |                                  |  |  |       |  |  | 8. Luigi I di Borbone-Vendôme |  |  | 16. Giovanni I di Borbone-La Marche |  |
|                                       |                                    | 17. Caterina di Vendôme               |                                  |  |  |       |  |  | 8. Luigi I di Borbone-Vendôme |  |  |                                     |  |
| 4. Giovanni VIII di Borbone-Vendôme   |                                    |                                       |                                  |  |  |       |  |  | 8. Luigi I di Borbone-Vendôme |  |  |                                     |  |
|                                       |                                    | 9. Giovanna di Monfort-Laval          | 18. Guido XIII di Montfort-Laval |  |  |       |  |  |                               |  |  |                                     |  |
|                                       |                                    | 9. Giovanna di Monfort-Laval          | 18. Guido XIII di Montfort-Laval |  |  |       |  |  |                               |  |  |                                     |  |
|                                       |                                    | 9. Giovanna di Monfort-Laval          | 19. Anna di Laval                |  |  |       |  |  |                               |  |  |                                     |  |
| 2. Francesco di Borbone-Vendôme       |                                    | 9. Giovanna di Monfort-Laval          |                                  |  |  |       |  |  |                               |  |  |                                     |  |
|                                       |                                    | 10. Luigi di Beauvau                  | 20. Pietro di Beauvau            |  |  |       |  |  |                               |  |  |                                     |  |
|                                       |                                    | 10. Luigi di Beauvau                  | 20. Pietro di Beauvau            |  |  |       |  |  |                               |  |  |                                     |  |
|                                       |                                    | 10. Luigi di Beauvau                  | 21. Giovanna di Craon            |  |  |       |  |  |                               |  |  |                                     |  |
| 5. Isabelle de Beauvau                |                                    | 10. Luigi di Beauvau                  |                                  |  |  |       |  |  |                               |  |  |                                     |  |
|                                       |                                    | 11. Margherita di Chambley            | 22. Ferry di Chambley            |  |  |       |  |  |                               |  |  |                                     |  |
|                                       |                                    | 11. Margherita di Chambley            | 22. Ferry di Chambley            |  |  |       |  |  |                               |  |  |                                     |  |
|                                       |                                    | 11. Margherita di Chambley            | 23. Giovanna di Herberviller     |  |  |       |  |  |                               |  |  |                                     |  |
| 1. Luigi di Borbone-Vendôme           |                                    | 11. Margherita di Chambley            |                                  |  |  |       |  |  |                               |  |  |                                     |  |
|                                       | 12. Luigi di Lussemburgo-Saint-Pol | 24. Pietro I di Lussemburgo-Saint Pol |                                  |  |  |       |  |  |                               |  |  |                                     |  |
|                                       | 12. Luigi di Lussemburgo-Saint-Pol | 24. Pietro I di Lussemburgo-Saint Pol |                                  |  |  |       |  |  |                               |  |  |                                     |  |
|                                       | 12. Luigi di Lussemburgo-Saint-Pol | 25. Margherita del Balzo              |                                  |  |  |       |  |  |                               |  |  |                                     |  |
| 6. Pietro II di Lussemburgo-Saint-Pol | 12. Luigi di Lussemburgo-Saint-Pol |                                       |                                  |  |  |       |  |  |                               |  |  |                                     |  |
|                                       |                                    | 13. Giovanna di Marle                 | 26. Roberto di Bar               |  |  |       |  |  |                               |  |  |                                     |  |
|                                       |                                    | 13. Giovanna di Marle                 | 26. Roberto di Bar               |  |  |       |  |  |                               |  |  |                                     |  |
|                                       |                                    | 13. Giovanna di Marle                 | 27. Giovanna di Béthune          |  |  |       |  |  |                               |  |  |                                     |  |
| 3. Maria di Lussemburgo-Saint-Pol     |                                    | 13. Giovanna di Marle                 |                                  |  |  |       |  |  |                               |  |  |                                     |  |
|                                       |                                    | 14. Ludovico di Savoia                | 28. Amedeo VIII di Savoia        |  |  |       |  |  |                               |  |  |                                     |  |
|                                       |                                    | 14. Ludovico di Savoia                | 28. Amedeo VIII di Savoia        |  |  |       |  |  |                               |  |  |                                     |  |
|                                       |                                    | 14. Ludovico di Savoia                | 29. Maria di Borgogna            |  |  |       |  |  |                               |  |  |                                     |  |
| 7. Margherita di Savoia               |                                    | 14. Ludovico di Savoia                |                                  |  |  |       |  |  |                               |  |  |                                     |  |
|                                       |                                    | 15. Anna di Cipro                     | 30. Giano di Cipro               |  |  |       |  |  |                               |  |  |                                     |  |
|                                       |                                    | 15. Anna di Cipro                     | 30. Giano di Cipro               |  |  |       |  |  |                               |  |  |                                     |  |
|                                       |                                    | 15. Anna di Cipro                     | 31. Carlotta di Borbone          |  |  |       |  |  |                               |  |  |                                     |  |
|                                       |                                    | 15. Anna di Cipro                     |                                  |  |  |       |  |  |                               |  |  |                                     |  |